# Uttertjärnen, Jämtland
Uttertjärnen är en sjö i Ragunda kommun i Jämtland och ingår i Indalsälvens huvudavrinningsområde.